# برق آبی

نقشه جهانی درصد برق پایه تولیدی کشورها از برق‌آبی در سال ۲۰۱۹

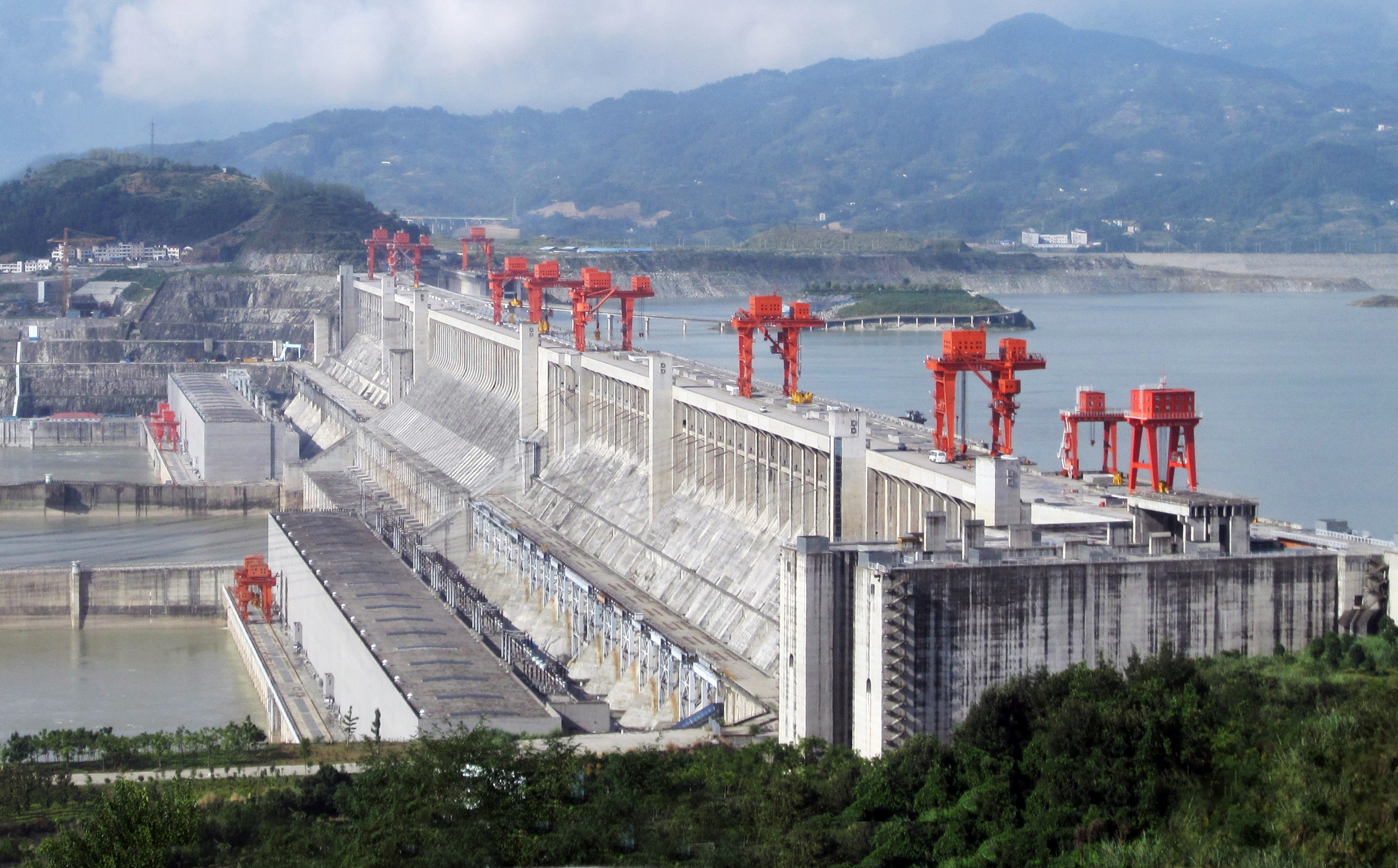
سد سه‌دره در چین مرکزی بزرگ‌ترین تأسیسات تولید برق از هر نوع، در جهان است.

برقِ آبی یا آب‌برق یا هیدروالکتریسیته (به انگلیسی: hydroelectricity)، برق تولید شده از نیروگاه آبی است. در سال ۲۰۱۵ نیروگاه برق‌آبی ۱۶٫۶٪ از کل برق جهان و ۷۰٪ از کل برق تجدیدپذیر را تولید کرده‌است و انتظار می‌رود برای ۲۵ سال آینده هر سال حدود ۳٫۱٪ افزایش یابد.
نیروگاه‌های برق آبی، در ۱۵۰ کشور جهان تولید می‌شود. در سال ۲۰۱۳ در منطقه آسیا-اقیانوسیه ۳۳ درصد نیروی برق‌آبی جهان تولید می‌شود. چین با تولید ۹۱۸ ترا وات ساعت در سال ۲۰۱۳ بزرگ‌ترین تولیدکننده برق آبی جهان است، که معادل ۱۶٫۹٪ از مصرف برق داخلی این کشور می‌باشد.
هزینه برق آبی نسبتاً کم بوده و این امر آن را به یک منبع رقابتی تولید برق تجدیدپذیر تبدیل کرده‌است. نیروگاه آبی برخلاف نیروگاه‌های زغال سنگی یا گازی، هیچ آبی مصرف نمی‌کند. نیروگاه‌های دارای سد و مخزن همچنین انعطاف‌پذیری زیادی در تولید برق دارند، زیرا مقدار برق تولید شده توسط نیروگاه می‌تواند خیلی سریع (در عرض چند ثانیه) بالا یا پایین برده شود تا با نیازهای متغیر انرژی سازگار گردد. پس از احداث مجتمع برق‌آبی، این پروژه هیچ زباله مستقیمی تولید نمی‌کند، و انتشار گازهای گلخانه‌ای از آن خیلی کمتر از نیروگاه‌های فتوولتائیک و قطعاً نیروگاه‌های سوخت فسیلی است. با این حال، هنگامی که در مناطق پست جنگل‌های بارانی ساخته شوند، که در آن زیرِ آب رفتن بخشی از جنگل ناگریز است، می‌توانند باعث انتشار مقدار قابل توجهی گازهای گلخانه‌ای شوند.
احداث یک مجموعه برق‌آبی می‌تواند تأثیرات قابل توجهی در محیط زیست داشته باشد که عمدتاً شامل از دست دادن زمین‌های قابل کشت و جابجایی جمعیت است. احداث آنها همچنین اکولوژی رودخانه درگیر را مختل می‌کند، و روی زیستگاه‌ها، اکوسیستم‌ها و الگوهای لجن‌زدگی و فرسایش تأثیر می‌گذارد. با اینکه سدها می‌توانند خطرات ناشی از طغیان را کاهش دهند، اما در عین حال احتمال شکست سد نیز وجود دارد که می‌تواند فاجعه انگیز باشد.

## پتانسیل رشد در آینده
پتانسیل فنی توسعه انرژی برق‌آبی در سراسر جهان بسیار بیشتر از  تولید واقعی است: درصد ظرفیت برق‌آبی بالقوه که توسعه نیافته‌است در اروپا ۷۱٪، در آمریکای شمالی ۷۵٪، در آمریکای جنوبی ۷۹٪، در آفریقا ۹۵٪، در خاورمیانه ۹۵٪ و در آسیا-اقیانوسیه ۸۲٪ است. با توجه به مسائل سیاسی ساخت مخازن جدید در کشورهای غربی، محدودیت‌های اقتصادی در جهان سوم و فقدان سیستم انتقال برق در مناطق توسعه نیافته، شاید فقط ۲۵٪ از پتانسیل‌های قابل بهره‌برداری فنی باقیمانده را می‌توان تا قبل از سال ۲۰۵۰ توسعه داد، که عمده آن در منطقه آسیا-اقیانوسیه است. برخی از کشورها پتانسیل برق‌آبی خود را بسیار توسعه داده‌اند و فضای کمی برای رشد دارند: برای مثال سوئیس از ۸۸٪ و مکزیک از ۸۰٪ ظرفیت خود استفاده کرده‌است.

## روش‌های تولید

### سنتی (سدها)
عمده برق‌آبی از انرژی پتانسیل آب سد شده که توربین آبی و ژنراتور برق را به حرکت درمی‌آورد، تولید می‌شود. توان استخراج شده از آب به حجم و اختلاف ارتفاع منبع و دبی آب بستگی دارد. این اختلاف ارتفاع را هِد می‌نامند. یک لوله بزرگ ("Penstock") آب را از دریاچه پشت سد به توربین می‌رساند.

### ذخیره تلمبه‌ای
این روش با انتقال آب بین آبداشتگاه‌هایی که در ارتفاعات مختلف ساخته شده‌اند، برق مورد نیاز در زمان‌های اوج  را تأمین می‌کند. در مواقع تقاضای کم برق، از ظرفیت تولید مازاد برای پمپاژ آب به مخزن بالاتر استفاده می‌شود. هنگامی که تقاضا بیشتر می‌شود، آب از درون یک توربین به مخزن پایین‌تر آزاد می‌شود. در حال حاضر نیروگاه‌های ذخیره-تلمبه‌ای مهم‌ترین وسیله تجاری برای ذخیره انرژی شبکه برق‌رسانی در مقیاس بزرگ بوده و ضریب ظرفیت روزانه سیستم تولید را بهبود می‌بخشند. ذخیره تلمبه‌ای منبع انرژی نیست و به عنوان یک عدد منفی در لیست‌ها ظاهر می‌شود.

### جریان رودخانه‌ای
نیروگاه‌های برق‌آبی جریان رودخانه‌ای، نیروگاه‌هایی با مخزن پشت سد کوچک یا فاقد مخزن هستند، به طوری که در هر لحظه فقط آبی که از بالادست می‌آید برای تولید در دسترس است و جریان آب مازاد باید بدون استفاده بگذرد. در انتخاب محل مناسب احداث این نیروگاه‌ها، وجود جریان پیوسته‌ای از آب از اهمیت فراوانی برخوردار است. در ایالات متحده آمریکا، به‌طور بالقوه امکان تولید ۶۰٬۰۰۰ مگاوات برق‌آبی جریان رودخانه‌ای وجود دارد. (این رقم برابر ۱۳٫۷٪ از کل برق مصرفی این کشور در سال ۲۰۱۱ است)

### جزر و مدی
در نیروگاه‌های جزر و مدی برای تولید جریان برق از بالا رفتن و پایین آمدن روزانه آب اقیانوس به دلیل پدیده جزر و مد استفاده می‌شود. این نیروگاه‌ها کاملاً قابل پیش‌بینی هستند، و اگر شرایط اجازه ساخت مخازن را بدهد، می‌تواند برای تولید نیرو در دوره‌های تقاضای بالا نیز قابل توزیع باشد. در طرح‌های غیرمتداول‌تر از انرژی جنبشی آب یا منابع بدون آسیب مانند چرخ‌های آب استفاده می‌شود. نیروگاه جزر و مدی در تعداد نسبتاً کمی از مکان‌ها در سراسر جهان قابل اجرا است. در بریتانیا، هشت سایت قابل توسعه وجود دارد که امکان تولید ۲۰٪ برق مصرفی در سال ۲۰۱۲ را دارند.

## انواع مجتمع‌های برق‌آبی

### مجتمع‌های بزرگ
نیروگاه‌های برق‌آبی بزرگ معمولاً بزرگ‌ترین تأسیسات تولید برق در جهان هستند، به طوریکه برخی از تأسیسات برق‌آبی قادر به تولید بیش از دو برابر ظرفیت نصب شده بزرگ‌ترین نیروگاه‌های هسته‌ای فعلی هستند.
اگرچه هیچ تعریف رسمی برای محدوده ظرفیت نیروگاه‌های برق‌آبی بزرگ وجود ندارد، اما تأسیسات بیش از چند صدمگاوات به‌طور کلی تأسیسات برق‌آبی بزرگ محسوب می‌شوند.
در حال حاضر، تنها چهار مجتمع برق‌آبی بالای ۱۰ گیگاوات (۱۰٬۰۰۰ مگاوات) در سراسر جهان در حال کار است که مطابق جدول زیر است:
| رتبه | نیروگاه    | کشور           | موقعیت جغرافیایی                                                | ظرفیت (مگاوات) |
| ---- | ---------- | -------------- | --------------------------------------------------------------- | -------------- |
| 1.   | سد سه‌دره   | چین            | ۳۰°۴۹′۱۵″ شمالی ۱۱۱°۰۰′۰۸″ شرقی / ۳۰٫۸۲۰۸۳°شمالی ۱۱۱٫۰۰۲۲۲°شرقی | ۲۲۵۰۰          |
| 2.   | سد ایتایپو | برزیل پاراگوئه | ۲۵°۲۴′۳۱″ جنوبی ۵۴°۳۵′۲۱″ غربی / ۲۵٫۴۰۸۶۱°جنوبی ۵۴٫۵۸۹۱۷°غربی   | ۱۴۰۰۰          |
| 3.   | سد زیلودو  | چین            | ۲۸°۱۵′۳۵″ شمالی ۱۰۳°۳۸′۵۸″ شرقی / ۲۸٫۲۵۹۷۲°شمالی ۱۰۳٫۶۴۹۴۴°شرقی | ۱۳۸۶۰          |
| 4.   | سد گوری    | ونزوئلا        | ۰۷°۴۵′۵۹″ شمالی ۶۲°۵۹′۵۷″ غربی / ۷٫۷۶۶۳۹°شمالی ۶۲٫۹۹۹۱۷°غربی    | ۱۰۲۰۰          |

### کوچک
نیروگاه‌های برق‌آبی کوچک، نیروگاه‌هایی هستند که به یک شهر کوچک یا کارخانه صنعتی خدمات می‌دهند. تعریف نیروگاه برق‌آبی کوچک متغیر است اما ظرفیت تولید حداکثر ۱۰ مگاوات را می‌توان به عنوان حد بالای آنچه از آن به عنوان نیروگاه برق‌آبی کوچک یاد می‌شود، پذیرفت. این حد ممکن است در کانادا و ایالات متحده به ۲۵ تا ۳۰ مگاوات نیز کشیده شود. تولید برق آبی در مقیاس کوچک از سال ۲۰۰۵ تا ۲۰۰۸ با ۲۹٪ رشد، ظرفیت کل برق آبی کوچک را به ۸۵ گیگاوات رسانده‌است. بیش از ۷۰٪ این مقدار در چین (۶۵ گیگاوات) بوده و پس از آن ژاپن (۳٫۵ گیگاوات)، ایالات متحده (۳ گیگاوات) و هند (۲ گیگاوات) قرار دارند.
نیروگاه‌های آبی کوچک را می‌توان به عنوان منبع انرژی‌های تجدیدپذیر کم هزینه به شبکه‌های توزیع برق معمولی متصل کرد. از سوی دیگر، پروژه‌های کوچک آبی ممکن است در مناطق جداگانه‌ای ساخته شوند که ارائه خدمات از شبکه برق سراسری، غیر اقتصادی باشد یا در مناطقی که شبکه ملی توزیع برق وجود نداشته باشد. از آنجا که پروژه‌های کوچک آبی معمولاً دارای حداقل مخازن و کارهای عمرانی هستند، در مقایسه با نیروگاه‌های آبی بزرگ دارای تأثیرات زیست‌محیطی نسبتاً کمی نیز هستند. این کاهش تأثیرات زیست‌محیطی به شدت به تعادل بین جریان آب و تولید برق بستگی دارد.

### نیروگاه برق‌آبی میکرو

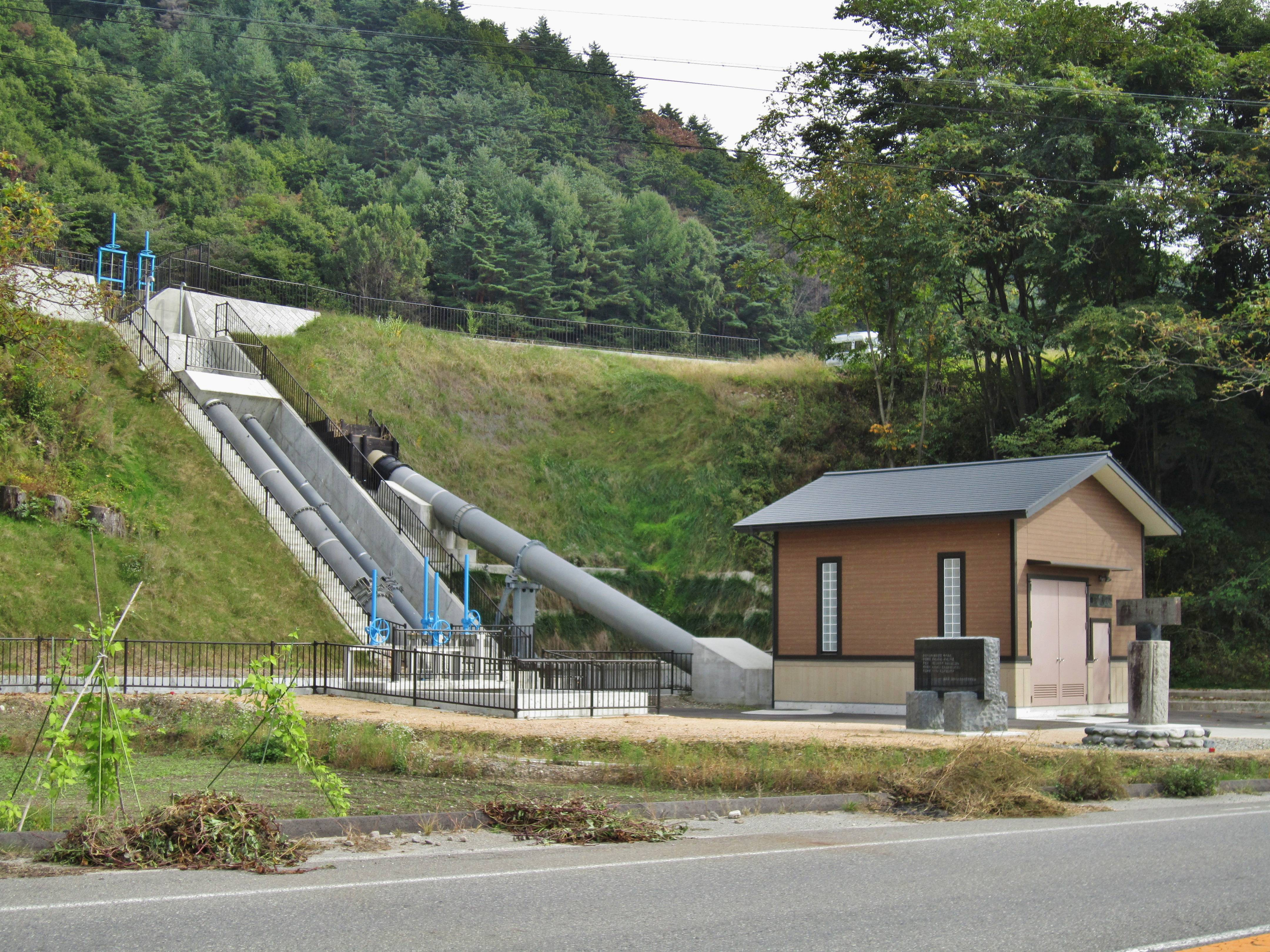
یک نیروگاه میکروهیدرو در ژاپن با ظرفیت خروجی ۱۴۰ کیلووات.

نیروگاه برق‌آبی میکرو یا نیروگاه میکرو هیدرو اصطلاحی است که به‌طور معمول برای تأسیسات برق‌آبی با ظرفیت تولید تا حدود ۱۰۰ کیلووات برق استفاده می‌شود. این تأسیسات می‌تواند برق یک خانه مستقل یا جامعه کوچک را تأمین کند و حتی گاهی اوقات به شبکه‌های برق متصل هستند. تعداد زیادی از این تأسیسات کوچک به ویژه در کشورهای در حال توسعه، در سرتاسر جهان وجود دارد، زیرا می‌توانند بدون خرید سوخت، منبعی برای تأمین برق باشند. سیستم‌های میکرو هیدرو مکمل سیستم‌های انرژی خورشیدی فتوولتائیک هستند زیرا در بسیاری از مناطق، در زمستان که انرژی خورشیدی حداقل است، جریان رودخانه در بیشترین مقدار خود قرار دارد.

### نیروگاه برق‌آبی پیکو

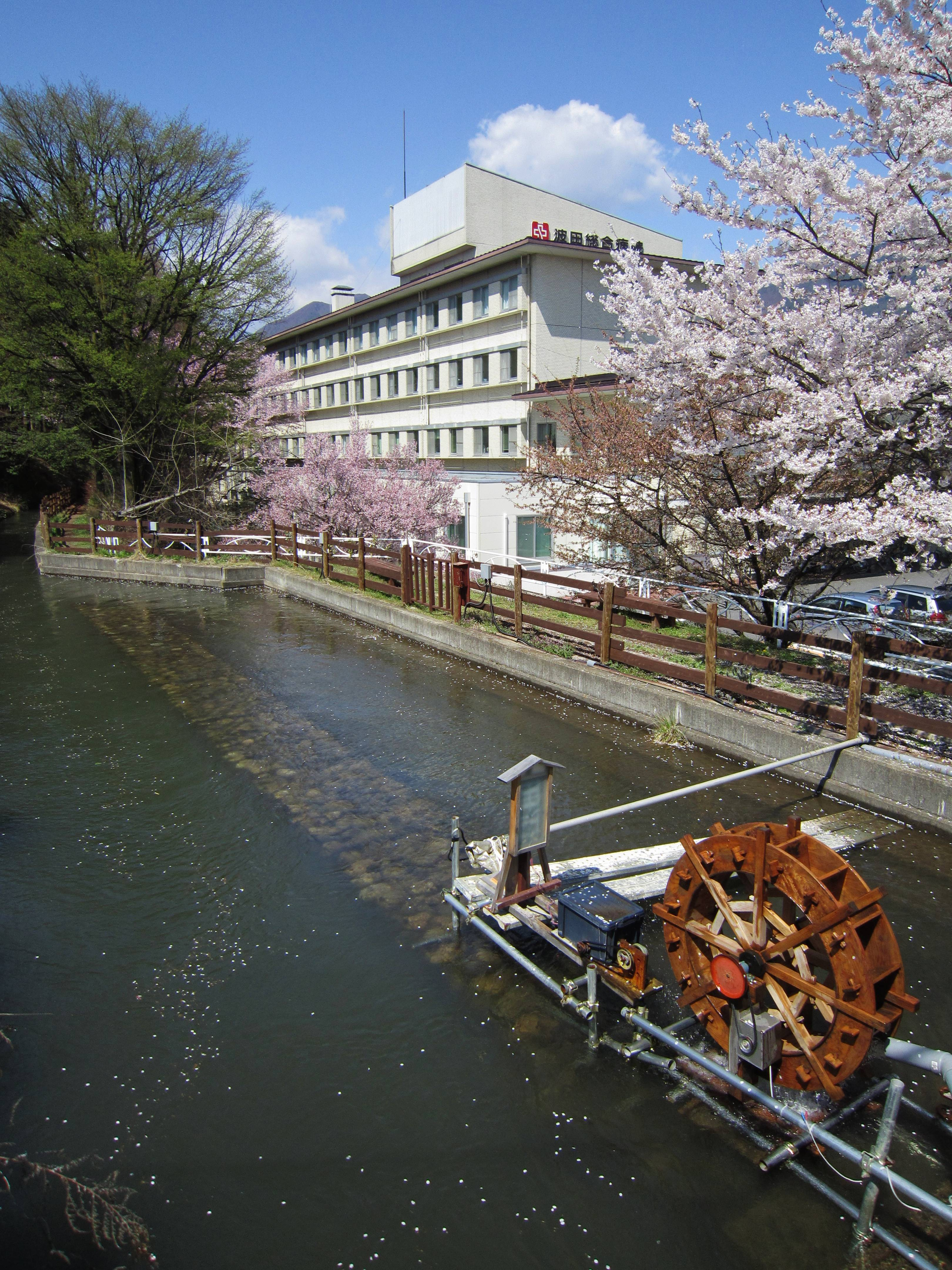
یک نیروگاه برق‌آبی پیکو در ژاپن با ظرفیت ۸۰۰ وات.

نیروگاه برق‌آبی پیکو یا نیروگاه پیکوهیدرو اصطلاحی است که برای تولید برق‌آبی زیر ۵ کیلووات استفاده می‌شود. چنین تأسیساتی در جوامع کوچک و دورافتاده که فقط به مقدار کمی برق نیاز دارند مفید است. به عنوان مثال، برای تأمین انرژی یک یا دو لامپ فلورسنت و تلویزیون یا رادیو برای چند خانه. توربین‌های کوچکتر از ۲۰۰–۳۰۰ وات نیز می‌توانند خانه‌ای مستقل را در یک کشور در حال توسعه و تنها با ریزش آب از ارتفاع ۱ متر تأمین کنند. چیدمان نیروگاه پیکوهیدرو به‌طور معمول از نوع جریان رودخانه‌ای است، به این معنی که از سد استفاده نمی‌شود، بلکه لوله‌ها مقداری از جریان را منحرف کرده، از یک سرازیری عبور داده و پس از عبور از توربین دوباره به رودخانه بازگردانده می‌شود.

### زیرزمینی

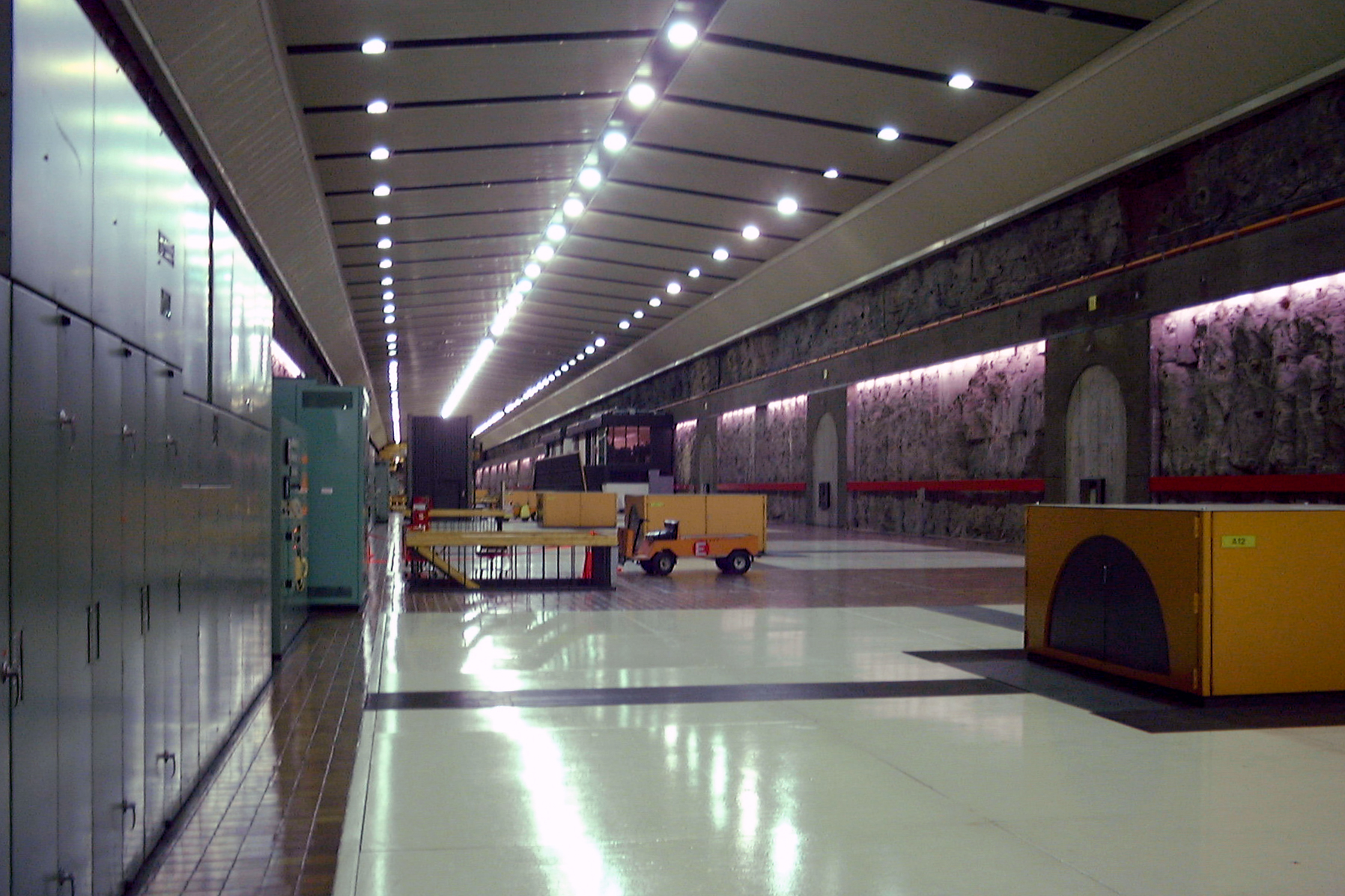
فضای داخل نیروگاه رابرت-بوراسا، در شمال کِبِک، بزرگ‌ترین نیروگاه زیرزمینی جهان، با ظرفیت نصب شده ۵۶۱۶ مگاوات.

از یک نیروگاه برق زیرزمینی به‌طور کلی در تأسیسات بزرگ استفاده می‌شود و از اختلاف ارتفاع طبیعی بزرگ بین دو آبراه مانند آبشار یا دریاچه بین کوه بهره برده می‌شود. این نیروگاه‌ها با حفاری اجزای اصلی (مانند سالن ماشین، پن استاک‌ها (penstocks)، تیل ریس‌ها (tailrace)) در داخل تخته سنگ‌ها به جای ساخت آن به روش‌های متداول سطحی ساخته می‌شوند. ساخت یک نیروگاه در داخل بستر سنگی می‌تواند هزینه کمتری نسبت به ساخت یک نیروگاه سطحی در خاک سست داشته باشد. همچنین دره‌های مستعد بهمن ساخت نیروگاه‌های سطحی را غیرممکن می‌سازد. پس از جنگ جهانی دوم، بیشتر نیروگاه‌های برق‌آبی بزرگ در زیرِ زمین ساخته شدند تا از حملات هوایی در امان بمانند.

## مزایا و معایب

### مزایا

#### ملاحظات اقتصادی
بیشترین مزیت استفاده از نیروگاه‌ها آبی عدم نیاز به استفاده از سوخت‌ها و در نتیجه حذف هزینه‌های مربوط به تأمین سوخت است. در واقع هزینه انرژی الکتریکی تولیدی در یک نیروگاه آبی تقریباً از تغییرات قیمت سوخت‌های فسیلی نظیر نفت، گاز طبیعی و زغال‌سنگ مصون است. همچنین عمر متوسط نیروگاه‌های آبی در مقایسه با نیروگاه‌های گرمایی بیشتر است، به‌طوری‌که عمر برخی از نیروگاه‌های آبی که هم‌اکنون در حال استفاده هستند به ۵۰ تا ۱۰۰ سال پیش بازمی‌گردد. هزینه کار این نیروگاه‌ها در حالی که به صورت خودکار کار کنند کم است و بجز در موارد اضطراری به پرسنل زیادی در نیروگاه نیاز نخواهد بود.
در موقعیت‌هایی که استفاده از سد چندین هدف را پوشش می‌دهد، ساخت یک نیروگاه آبی هزینه نسبتاً کمی را به هزینه‌های ساخت سد اضافه می‌کند. ایجاد یک نیروگاه هم‌چنین می‌تواند هزینه‌های مربوط به ساخت سد را جبران کند. برای مثال درآمد ناشی از فروش انرژی الکتریکی در سد سه دره که بزرگ‌ترین سد جهان است با فروش انرژی الکتریکی تولیدی در سد در طول ۵ تا ۷ سال جبران شده‌است.

#### انتشار گازهای گلخانه‌ای
در صورتی که سوختی در نیروگاه سوخته نشود، دی‌اکسید کربن (که یک گاز گلخانه‌ای است) نیز در نیروگاه تولید نخواهد شد. البته در مراحل احداث نیروگاه مقدار ناچیزی گاز دی‌اکسید کربن تولید می‌شود که در مقابل میزان دی‌اکسید البته در این نیروگاه‌ها بر اثر اجتماع آب پشت سد گازهایی متصاعد می‌شود که در پایین به آن‌ها اشاره شده‌است.

#### فعالیت‌های وابسته
آب ذخیره شده در پشت یک سد در واقع می‌تواند بخشی از امکانات مربوط به ورزش‌های آبی باشد و به این ترتیب می‌تواند به جاذبه‌ای برای گردشگران تبدیل شود. در برخی از کشورها از این آب برای پرورش موجودات آبزی مانند ماهی‌ها استفاده می‌شود به این ترتیب که در برخی سدها محیط‌های خاصی برای پرورش موجودات آبزی اختصاص یافته که همیشه از نظر داشتن آب پشتیبانی می‌شوند.

### معایب

#### آسیب به محیط زیست
پروژه‌های احداث سد معمولاً با تغییرات زیادی در اکوسیستم منطقه احداث سد همراه هستند. برای مثال تحقیقات نشان می‌دهد که سدهای ساخته شده در کرانه‌های اقیانوس اطلس و اقیانوس آرام در آمریکای شمالی از میزان ماهی‌های قزل‌آلای رودخانه‌ها به شدت کاسته‌است و این به دلیل جلوگیری سد از رسیدن ماهی‌ها به بالای رودخانه برای تخم‌گذاری است و این درحالی است که برای عبور این ماهی‌ها به بالای رودخانه محل‌های خاصی در سد در نظرگرفته شده‌است. همچنین ماهی‌های کوچک در طول مهاجرت از رودخانه به دریا در بین توربین‌ها آسیب می‌بینند که برای رفع این عیب نیز در قسمتی از سال ماهی‌ها را با قایق‌های کوچک به پایین رودخانه می‌برند. با تمام فعالیت‌هایی که برای ایجاد محیط مناسب برای ماهی‌ها انجام می‌شود بازهم با ساخت سد از میزان ماهی‌ها کاسته می‌شود. در کشورهایی مانند ایالات متحده بستن مسیر مهاجرت ماهی‌ها و دیگر موجودات آبزی به وسیله سد ممنوع است و حتماً باید برای عبور آن‌ها تمهیداتی اندیشیده شود. به این ترتیب در برخی موارد سدها می‌توانند واقعاً برای ماهی‌ها آسیب‌رسان باشند که نمونه‌ای از آن‌ها سد مارموت (Marmot Dam) در ایالات متحده‌است که عملیات حذف آن در ۲۰ اکتبر ۲۰۰۷ به پایان رسید. پس از تخریب این سد رودخانه برای اولین بار پس از۱۰۰ سال جریان آزاد خود را آغاز کرد. عملیات حذف این سد بزرگ‌ترین عملیات حذف سد در ایالات متحده بود. 

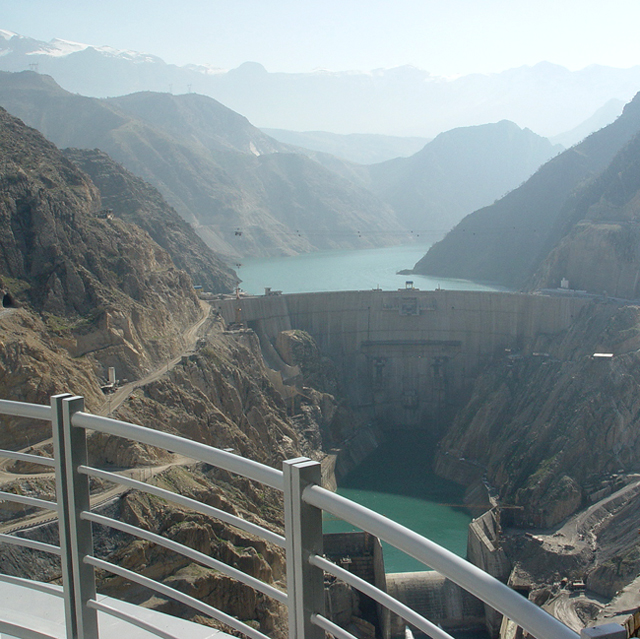
سد کارون-۳ یکی از بزرگ‌ترین سدهای ایران بوده و دارای نیروگاهی با توان ۲۲۸۰ مگاوات است.

ایجاد سدها معمولاً باعث به وجود آمدن تغییراتی در قسمت‌های پایینی رودخانه می‌شوند. آب خروجی از توربین‌ها معمولاً حامل مقدار کمتری از رسوبات است و این خود باعث پاک شدن بستر رودخانه و از بین رفتن حاشیه‌های رودخانه می‌شود. به دلیل اینکه توربین‌ها معمولاً به نوبت کار می‌کنند نوساناتی در جریان آب خروجی ایجاد می‌شود که شدت فرسایش بستر رودخانه را افزایش می‌دهد. همچنین ظرفیت اکسیژن حل شده در آب به دلیل کار توربین‌ها کاهش می‌یابد چراکه آب خروجی توربین‌ها معمولاً گرم‌تر از آب ورودی آنهاست که این خود می‌تواند جان برخی گونه‌های حساس را به خطر بیندازد. برخی دیگر از سدها برای افزایش ارتفاع فشار مسیر رودخانه را منحرف کرده و باعث عبور آب از مناطق پر شیب‌تر می‌شوند و به این ترتیب مسیر قبلی رودخانه را خشک می‌کنند. برای مثال در رودخانه‌های تکاپو (Tekapo) و پوکاکی (Pukaki) از این روش استفاده شده که نه تنها موجب به خطر افتادن برخی گونه‌های موجودات آبزی شده بلکه پرندگان مهاجر منطقه را نیز به شدت در خطر قرار داده‌است.
سدهای بسیار بسیار بزرگ مانند سد اسوان (در مصر) و سد سه‌دره (در چین) تغییرات زیادی را در بالا و پایین رودخانه به وجود می‌آورند.

#### انتشار گازهای گلخانه‌ای
آب جمع شده در پشت سد در مناطق گرمسیری می‌تواند مقدار قابل توجهی از گاز متان و گاز کربنیک را تولید کند. این گازها در اثر پوسیدگی قسمت‌های مختلف گیاهان و زباله‌هایی به وجود می‌آیند که از بالای رودخانه آمده‌اند و به وسیله باکتری‌های ناهوازی تجزیه می‌شوند. بیشتر گاز تولیدی در اثر پوسیدگی را گاز متان تشکیل می‌دهد که از نظر آثار گلخانه‌ای از دی‌اکسید کربن خطرناک‌تر است. براساس گزارش کمیسیون جهانی سدها، در سدهایی که منبع آن‌ها نسبت به برق تولیدی آن‌ها کوچک است (کمتر از ۱۰۰ وات به ازای هر مترمربع از آب) و درخت‌های اطراف مسیر رودخانه پاکسازی نشده‌اند، میزان گاز گلخانه‌ای تولیدی از یک نیروگاه گرمایی با سوخت نفت بیشتر است.

#### جابجایی جمعیت
از دیگر معایب ساخت سدها، جابجایی جمعیت ساکن در مناطق زیر آب رفته توسط آب پشت سد است. این مناطق ممکن است شامل مناطقی باشد که از نظر فرهنگی یا اعتقادی دارای ارزش بالایی هستند و بدین ترتیب دلبستگی زیادی بین مردم ساکن با منطقه و آن منطقه خاص وجود دارد و به این ترتیب با بالا آمدن آب این مکان‌های تاریخی یا فرهنگی از بین خواهند رفت. از جمله سدهایی که در مراحل ساخت با این قبیل مشکلات روبه‌رو شدند می‌توان به سد سه‌دره یا سد کلاید اشاره کرد.

#### شکست سد
شکسته شدن سدها گرچه به ندرت اتفاق می‌افتد اما خطری جدی و خطرناک است. برای نمونه می‌توان به شکسته شدن سد بانکیاو (Banqiao) در جنوب چین اشاره کرد که موجب کشته شدن ۱۷۱۰۰۰ تن و بی‌خانمان شدن حدود نیم میلیون نفر شد. همچنین سدها می‌توانند هدف خوبی برای دشمن در طول جنگ یا اقدامات خرابکارانه تروریست‌ها باشند. سدهای کوچک در این حملات کمتر آسیب‌رسان هستند.
انتخاب محلی نامناسب برای احداث سد می‌تواند به فاجعه منجر شود، برای مثال می‌توان به سد واجنت (Vajont) در ایتالیا اشاره کرد که در سال ۱۹۶۳ موجب مرگ حدوداً ۲۰۰۰ نفر شد.

## ظرفیت برق‌آبی جهان

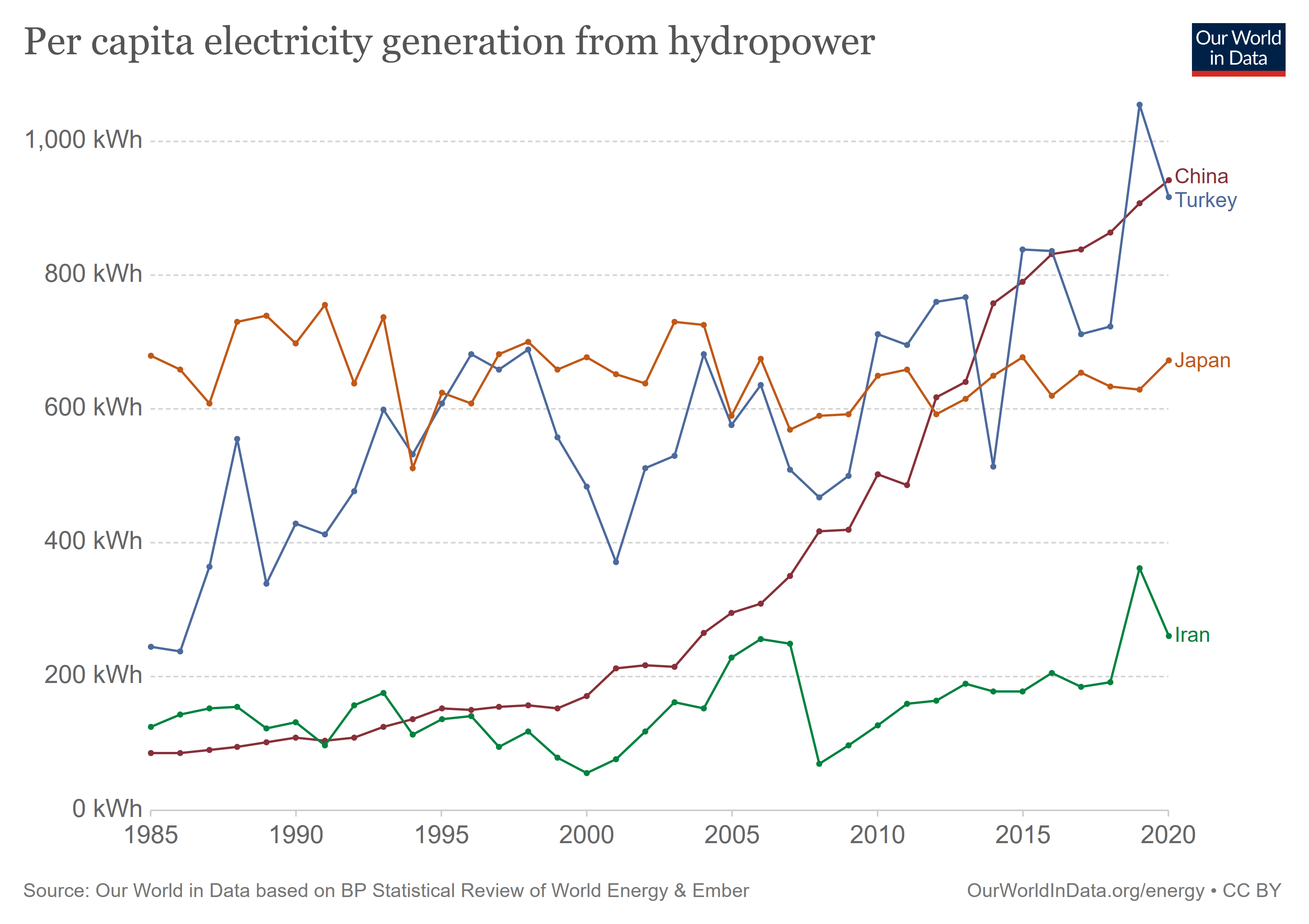
نمودار مقایسه سرانه تولید برق‌آبی ایران، ترکیه، ژاپن، و چین. در سال ۲۰۱۱ ظرفیت تولید برق‌آبی چین ۶۹۸٫۹۵، ژاپن ۷۷٫۷۲، ترکیه ۵۷٫۸۷ و ایران ۱۲٫۰۶ میلیارد کیلووات ساعت می‌باشد.

رتبه‌بندی ظرفیت برق‌آبی یا با تولید واقعی انرژی سالانه یا با توان نصب شده انجام می‌شود. در سال ۲۰۱۵ نیروگاه‌های برق‌آبی ۱۶٫۶٪ از کل برق جهان و ۷۰٪ از کل برق تجدیدپذیر را تأمین کرده‌اند. نیروگاه برق‌آبی در ۱۵۰ کشور جهان تولید می‌شود و در سال ۲۰۱۰ میلادی ۳۲٪ نیروی برق‌آبی در منطقه آسیا و اقیانوسیه تولید شده‌است. چین با ۷۲۱ ترا وات ساعت تولید در سال ۲۰۱۰ بزرگ‌ترین تولیدکننده برق‌آبی جهان است که برابر حدود ۱۷٪ از مصرف برق داخلی خود می‌باشد. برزیل، کانادا، نیوزیلند، نروژ، پاراگوئه، اتریش، سوئیس، ونزوئلا و چندین کشور دیگر عمده انرژی الکتریکی داخلی خود را از طریق برق‌آبی تأمین می‌کنند. پاراگوئه ۱۰۰٪ برق خود را از سدهای برق تولید می‌کند و ۹۰٪ از تولید خود را به برزیل و آرژانتین صادر می‌کند. نروژ ۹۶٪ برق خود را از منابع برق‌آبی تأمین می‌کند.
یک نیروگاه برق‌آبی به ندرت با ظرفیت تولید کامل خود در طول یک سال کامل کار می‌کند. به نسبت بین توان متوسط سالانه و رتبه‌بندی ظرفیت نصب شده، ضریب ظرفیت گفته می‌شود. ظرفیت نصب شده برابر مجموع تمام توان ذکر شده بر روی پلاک مشخصات ژنراتورها است.
| کشور                | برق‌آبی تولیدی سالانه (ترا وات ساعت) | ظرفیت نصب شده (گیگاوات) | ضریب ظرفیت | درصد تولیدی از کل برق‌آبی جهان | درصد تولیدی از کل برق مصرفی داخلی |
| ------------------- | ----------------------------------- | ----------------------- | ---------- | ----------------------------- | --------------------------------- |
| چین                 | ۱۲۳۲                                | ۳۵۲                     | ۰٫۳۷       | ۲۸٫۵٪                         | ۱۷٫۲٪                             |
| برزیل               | ۳۸۹                                 | ۱۰۵                     | ۰٫۵۶       | ۹٫۰٪                          | ۶۴٫۷٪                             |
| کانادا              | ۳۸۶                                 | ۸۱                      | ۰٫۵۹       | ۸٫۹٪                          | ۵۹٫۰٪                             |
| ایالات متحده آمریکا | ۳۱۷                                 | ۱۰۳                     | ۰٫۴۲       | ۷٫۳٪                          | ۷٫۱٪                              |
| روسیه               | ۱۹۳                                 | ۵۱                      | ۰٫۴۲       | ۴٫۵٪                          | ۱۷٫۳٪                             |
| هند                 | ۱۵۱                                 | ۴۹                      | ۰٫۴۳       | ۳٫۵٪                          | ۹٫۶٪                              |
| نروژ                | ۱۴۰                                 | ۳۳                      | ۰٫۴۹       | ۳٫۲٪                          | ۹۵٫۰٪                             |
| ژاپن                | ۸۸                                  | ۵۰                      | ۰٫۳۷       | ۲٫۰٪                          | ۸٫۴٪                              |
| ویتنام              | ۸۴                                  | ۱۸                      | ۰٫۶۷       | ۱٫۹٪                          | ۳۴٫۹٪                             |
| فرانسه              | ۷۱                                  | ۲۶                      | ۰٫۴۶       | ۱٫۶٪                          | ۱۲٫۱٪                             |

| #  | کشور         | ۲۰۲۰   |
| -- | ------------ | ------ |
| ۱  | چین          | ۳۷۰۱۶۰ |
| ۲  | برزیل        | ۱۰۹۳۱۸ |
| ۳  | ایالات متحده | ۱۰۳۰۵۸ |
| ۴  | کانادا       | ۸۱۰۵۸  |
| ۵  | روسیه        | ۵۱۸۱۱  |
| ۶  | هند          | ۵۰۶۸۰  |
| ۷  | ژاپن         | ۵۰۰۱۶  |
| ۸  | نروژ         | ۳۳۰۰۳  |
| ۹  | ترکیه        | ۳۰۹۸۴  |
| ۱۰ | فرانسه       | ۲۵۸۹۷  |
| ۱۱ | ایتالیا      | ۲۲۴۴۸  |
| ۱۲ | اسپانیا      | ۲۰۱۱۴  |
| ۱۳ | ویتنام       | ۱۸۱۶۵  |
| ۱۴ | ونزوئلا      | ۱۶۵۲۱  |
| ۱۵ | سوئد         | ۱۶۴۷۹  |
| ۱۶ | سوییس        | ۱۵۵۷۱  |
| ۱۷ | اتریش        | ۱۵۱۴۷  |
| ۱۸ | ایران        | ۱۳۲۳۳  |
| ۱۹ | مکزیک        | ۱۲۶۷۱  |
| ۲۰ | کلمبیا       | ۱۲۶۱۱  |
| ۲۱ | آرژانتین     | ۱۱۳۴۸  |
| ۲۲ | آلمان        | ۱۰۷۲۰  |
| ۲۳ | پاکستان      | ۱۰۰۰۲  |
| ۲۴ | پاراگوئه     | ۸۸۱۰   |
| ۲۵ | استرالیا     | ۸۵۲۸   |
| ۲۶ | لائوس        | ۷۳۷۶   |
| ۲۷ | پرتقال       | ۷۲۶۲   |
| ۲۸ | شیلی         | ۶۹۳۴   |
| ۲۹ | رومانی       | ۶۶۸۴   |
| ۳۰ | کره جنوبی    | ۶۵۰۶   |
| ۳۱ | اوکراین      | ۶۳۲۹   |
| ۳۲ | مالزی        | ۶۲۷۵   |
| ۳۳ | اندونزی      | ۶۲۱۰   |
| ۳۴ | پرو          | ۵۷۳۵   |
| ۳۵ | نیوزلند      | ۵۳۸۹   |
| ۳۶ | تاجیکستان    | ۵۲۷۳   |
| ۳۷ | اکوادور      | ۵۰۹۸   |